# Obra Pía de los Santos Lugares
La Obra Pía de los Santos Lugares, también llamada Obra Pía de los Santos Lugares de Jerusalén es una institución pública española, tutelada por el Ministerio de Asuntos Exteriores, a través de su Subsecretaría, ligada a la presencia de España en Tierra Santa.
La institución tiene sus orígenes en la política respecto a esta zona geográfica realizada por los monarcas aragoneses desde los siglos XIII y XIV, que posteriormente asumieron los reyes españoles. La institución, bajo el patronazgo real de la Corona española, se reguló formalmente por la Real Cédula de 17 de diciembre de 1772.
Por Real Decreto de 24 de junio de 1853 se adscribió a Ministerio de Asuntos Exteriores. En la actualidad se regula por el Real Decreto 1005/2015, de 6 de noviembre, por el que se aprueba el Estatuto de la Obra Pía de los Santos Lugares.

## Fines
Esta institución tiene como fines, los siguientes:
- Conservar y gestionar el patrimonio perteneciente a dicha entidad.
- Sostener la Real Basílica de San Francisco el Grande.
- Mantener e incrementar la presencia española en Tierra Santa.
- Promover el estudio de la historia de la presencia española en los pueblos del Mediterráneo y Oriente Medio y, en especial, en Tierra Santa.
- Coadyuvar la labor humanitaria y educativa en esa misma área.

## Organización
La Obra Pía se gobierna mediante tres órganos: la Junta del Patronato, el presidente, y el director:
La Junta del Patronato, integrada por: 
- El presidente, que lo será el presidente de la Obra Pía, y gozará de voto de calidad en sus votaciones.
- Vicepresidente primero, que será el director general del Servicio Exterior, y que sustituirá al presidente en caso de vacante, ausencia o enfermedad.
- Vicepresidente segundo, que lo será el rector de San Francisco el Grande de Madrid.
- Vocal, el director general para el Magreb, Mediterráneo y Oriente Próximo.
- Vocal, el director de Relaciones Culturales y Científicas de la Agencia Española de Cooperación Internacional para el Desarrollo.
- Vocal, el director de la Obra Pía.
- Hasta seis vocales designados por el presidente de la Obra Pía, oída la Junta del Patronato, entre personas de reconocida competencia y experiencia en materias y áreas de actuación de la entidad, que desempeñarán el cargo durante un periodo de cuatro años, pudiendo ser reelegidos inmediatamente por un nuevo periodo de cuatro años.

El presidente de la Obra Pía es el subsecretario del Ministerio de Asuntos Exteriores, mientras que el director es un funcionario de este ministerio nombrado por el subsecretario.